# Pilosocereus ulei
Pilosocereus ulei ist eine Pflanzenart in der Gattung Pilosocereus aus der Familie der Kakteengewächse (Cactaceae). Das Artepitheton ulei ehrt den deutschen Botaniker und Forschungsreisenden Ernst Heinrich Georg Ule. Ein Trivialname ist „Cabeç de Velho“.

## Beschreibung
Pilosocereus ulei wächst strauchig bis baumförmig mit einem deutlich ausgeprägten Stamm, verzweigt oberhalb der Basis und erreicht Wuchshöhen von bis zu 5 Metern. Die aufrechten, graugrünen Triebe haben Durchmesser von 9 bis 12 Zentimetern und sind bewachst. Es sind 6 bis 8 Rippen vorhanden. Die rötlich brauen Dornen sind im Jugendstadium durchscheinend und werden später schwärzlich grau. Der einzelne, abstehende oder manchmal abwärts gerichtete Mitteldornen ist 1,2 bis 1,8 Zentimeter lang. Die 8 bis 10 ausgebreiteten Randdornen sind 3 bis 10 Millimeter lang. Der blühfähige Teil der Triebe ist deutlich nicht ausgeprägt und umfasst in der Nähe der Triebspitzen meist mehrere Rippen. Aus den blühfähigen Areolen entspringen steife, weiße oder grau bis zu 11 Zentimeter lange Haare.
Die allmählich erweiterten Blüten sind 4,2 bis 4,5 Zentimeter lang und weisen Durchmesser von 2,7 bis 3 Zentimetern auf. Die niedergedrückt kugelförmigen Früchte erreichen Durchmesser von 2,5 bis 3 Zentimetern, reißen seitlich oder an ihrer Basis auf und enthalten ein magentafarbenes Fruchtfleisch.

## Verbreitung, Systematik und Gefährdung
Pilosocereus ulei ist im Südosten des brasilianischen Bundesstaates Rio de Janeiro verbreitet.
Die Erstbeschreibung als Pilocereus ulei wurde 1903 von Karl Moritz Schumann veröffentlicht. Ronald Stewart Byles und Gordon Douglas Rowley stellten sie 1957 in die Gattung Pilosocereus. Weitere nomenklatorische Synonyme sind Cereus ulei (K.Schum.) A.Berger (1905) und Pseudopilocereus ulei (K.Schum.) Buxb. (1968).
In der Roten Liste gefährdeter Arten der IUCN wird die Art als „Endangered (EN)“, d. h. als stark gefährdet geführt.

## Nachweise